# Inughuit
Los Inughuit (también deletreado inuhuit), o los inuit de Smith Sound, históricamente «montañeses del Ártico», son inuit de Groenlandia. Anteriormente conocidos como «esquimales polares», son el grupo más septentrional de los inuit y el pueblo más septentrional de América del Norte que vive en Groenlandia. Los inughuit representan aproximadamente el 1% de la población de Groenlandia.

## Idioma
Los inughuit hablan inuktun, también conocido como groenlandés del norte, inuit de Thule o esquimal polar. Es un dialecto del inuktitut, una lengua esquimal-aleutiana relacionada con el idioma groenlandés que se habla en otras partes de Groenlandia En kalaallisut, el dialecto oficial del groenlandés, el inuktun se llama avanersuarmiutut.

## Población
Antes de 1880, su población se estimaba entre 100 y 200 personas. De 1880 a 1930, se estimaba que eran 250. En 1980, su población era de 700 personas, y aumentó a 800 en 2010.

## Historia
Se cree que los inughuit descienden del pueblo Thule, que se extendió por el Ártico norteamericano hacia el siglo XI. Utilizaban y comerciaban con el hierro de  meteoritos como el del Cape York.  Otras estimaciones sitúan la fecha de la caída en 10.000 años El primer asentamiento thule descubierto se encuentra en la actual Uummannaq. También hubo amplios contactos con otros pueblos inuit de diferentes regiones. Alrededor del siglo XVII, el cambio climático enfrió las zonas del noroeste de Groenlandia, lo que aisló a los inughuit de otros inuit y de otras regiones.
Fue durante esta época cuando los inughuit desarrollaron su lengua, cultura y moda únicas, todas ellas muy diferentes de las de otros pueblos inuit. Alrededor de este período, los inughuit también perdieron la capacidad y las habilidades para construir kayaks o umiaks, lo que inevitablemente restringió todavía más los viajes y el contacto con otras comunidades.

## Historia moderna
Los europeos entraron en contacto con los inughuit por primera vez en 1818, cuando John Ross dirigió una expedición a su territorio. Ross los apodó «montañeses del Ártico». Se cree que antes vivían totalmente aislados, hasta el punto de desconocer a otros seres humanos, y se les cita como una de las únicas sociedades no agrícolas que vivían sin feudos armados ni guerras, estado que continuó tras el contacto.  El danés Erik Holtved fue el primer etnólogo con formación universitaria que estudió a los inughuit.
A mediados del siglo XIX, los inuit de isla Baffin visitaron y convivieron con los inughuits, reintroduciento algunas tecnologías perdidas por los inughuit, como las embarcaciones, las paletas y los arcos y flechas. Los inughuit, por su parte, enseñaron a los inuit de Baffin una forma más avanzada de tecnología de trineos. Los exploradores estadounidenses y europeos del siglo XIX y principios del XX tuvieron amplios contactos con los inughuits, Robert Peary y Frederick Cook contaron con ellos en sus equipos como guías. Sin embargo, un contacto más sostenido con los forasteros cambió muchos aspectos de la vida de los inughuits al crear una dependencia de los productos comerciales e introducir nuevas enfermedades a las que los inughuits no eran inmunes.
El antropólogo y explorador groenlandés Knud Rasmussen estableció un puesto comercial en Uummannaq en 1910. También trabajó para modernizar la sociedad inughuit, estableciendo un consejo de cazadores para ellos en 1927. Fue durante este periodo cuando los misioneros cristianos llegaron a la región para evangelizar. Como consecuencia del relativo aislamiento de los inughuit, éstos se mantuvieron ausentes del creciente nacionalismo inuit groenlandés y del proceso de construcción de la nación que se extendía entre los inuit del oeste y el sur de Groenlandia. La posterior época de la Guerra Fría tuvo efectos sustanciales en los inughuit. En la década de 1950, Estados Unidos estableció la base aérea de Thule cerca de Uummannaq. Esto obligó a muchos inughuits a desplazarse más 116 km al norte, hacia Qaanaaq, lo que resultó desastroso para la vida cultural y social de los inughuits.

## Asentamientos
El pueblo inughuit vive al norte del círculo polar ártico, en la costa occidental de Groenlandia, entre los 75°-80° N y los 58°-74° W. El asentamiento más septentrional estaba en el pueblo de Etah (Groenlandia) (a 78°19′ N), pero fue abandonado debido a las condiciones extremadamente duras del lugar. El asentamiento constante más septentrional es ahora Hiurapaluk.
Pituffik, también conocido como «Dundas» o «Thule» por los europeos, fue el principal asentamiento de los inughuit hasta 1953, cuando fue desplazado por la Base aérea de Thule de Estados Unidos, y sus residentes fueron reubicados en Qaanaaq. Establecido en 1953, Qaanaaq es el mayor asentamiento inughuit.